# Étais
 Étais  là một xã ở tỉnh Côte-d’Or trong vùng Bourgogne-Franche-Comté, phía đông nước Pháp. Xã Étais nằm ở khu vực có độ cao trung bình 355 mét trên mực nước biển.